# Descontaminació
La descontaminació és el procés d'eliminació de contaminants com microorganismes (que es puguin propagar produint malalties infeccioses) o de materials perillosos, inclosos productes químics, substàncies radioactives, d'objectes o zones; que puguin amenaçar la salut d'éssers humans o animals o danyar el medi ambient.
La descontaminació s'utilitza més freqüentment en entorns mèdics, inclosa l'odontologia, la cirurgia i la veterinària, en el procés d'elaboració d'aliments, en ciències ambientals, i en ciències forenses.